# Верхня вулиця (Київ)
Ве́рхня ву́лиця — вулиця в Печерському районі міста Києва, місцевість Звіринець. Пролягає від бульвару Лесі Українки до Верхнього провулку.
Прилучається Курганівська вулиця.

## Історія
Вулиця виникла у 2-й половині XIX століття, мала назву Церковна, від церкви Різдва Іоанна Предтечі — кладовищної церкви Звіринецького цвинтаря, зведеної у 1866 році та зруйнованої у 1935 році. Тоді ж на місці церкви побудували військове містечко і Церковна вулиця виявилася розділеною на дві частини. Одна з них, тупикова, у 1940 році отримала назву Лейтенантська (нині — вулиця Петра Болбочана). Друга частина вулиці отримала сучасну назву у 1952 році.

## Установи та заклади
- Поліклініка № 1 Державного управління справами (буд. № 5)
- Міський психоневрологічний диспансер № 2 (буд. № 4)
- Звіринецьке кладовище (буд. № 21)